# Trollfjord
De Trollfjord is een fjord in Noorwegen, gelegen in de provincie Nordland op het grondgebied van de gemeente Hadsel, in het deel van het eiland Austvågøy dat deel uitmaakt van de eilandengroep Vesterålen.
De fjord is twee kilometer lang en slechts 100 meter breed aan zijn monding in de Raftsund, de 20 kilometer lange zee-engte tussen de eilanden Hinnøya en Austvågøy.
Deze fjord kreeg enige beroemdheid door de Slag van de Trollfjord, die in 1880 plaatsvond. Vissers in moderne, door stoom aangedreven boten stonden er tegenover vissers in kleine fembøringer, de traditionele boten met zeilen en roeispanen voor 5 roeiers. Grote scholen vis waren in de fjord gezwommen en werden door de vissers in de grotere boten met hun sleepnetten afgevangen, dit tot wanhoop van de meer traditionele vissers.